# Cratere Fechner
Fechner è un cratere lunare di 59,32 km situato nella parte sud-occidentale della faccia nascosta della Luna, sul bordo del grande cratere Planck. L'orlo orientale di Fechner interseca la Vallis Planck, una lunga e profonda spaccatura superficiale che corre in direzione nord-nordovest. Questa valle passa per l'orlo sudorientale del cratere, quindi prosegue verso nord dalla periferia del bordo nordest.
Sul confine occidentale di Fechner si trova un piccolo cratere sferico con un'albedo relativamente alta. Questa formazione, 'Fechner C', è cirdondata da alcuni prodotti piroclastici che punteggiano la metà sudoccidentale del fondo di Fechner. L'orlo del cratere è relativamente eroso; la metà orientale ha una forma diversa da quella iniziale a causa della Valle e della vicinanza del cratere Planck. Il fondo interno è caratterizzato da parecchi crateri minori.
Il cratere è dedicato al fisico e matematico Gustav Theodor Fechner

## Crateri correlati
Alcuni crateri minori situati in prossimità di Fechner sono convenzionalmente identificati, sulle mappe lunari, attraverso una lettera associata al nome.
| Fechner | Coordinate             | Diametro (in km) |
| ------- | ---------------------- | ---------------- |
| T       | 58°44′24″S 122°49′12″E | 14,33            |